# Der Schwierige
Der Schwierige ist ein Lustspiel in drei Akten von Hugo von Hofmannsthal. Die Uraufführung fand am 7. November 1921 im Residenztheater München statt.

## Inhalt
Das Stück spielt in Wien an einem einzigen Tag – das Ende des Ersten Weltkriegs wird vorausgesetzt –, der erste Akt im Stadtpalais des Grafen Bühl, der zweite und der dritte Akt bei einer Soirée im Haus des Grafen Altenwyl. Hans Karl Bühl, von seinen Verwandten und engeren Freunden auch Kari genannt, teilt sein Haus mit seiner Schwester Crescence und ihrem Sohn Stani.

### Erster Akt
Arbeitszimmer des Grafen Bühl.
Szene 1 bis 2
Hans Karls alter Diener Lukas führt Vinzenz, der sich um eine Stelle im Haushalt Bühl bewirbt, in das Arbeitszimmer. Er erklärt ihm die Aufgaben, die ihn erwarten und klärt ihn über die Besonderheiten seines Herrn auf: Wird er nervös, kramt er in den Schubladen, sucht er einen verlegten Schlüssel, ist das ein Zeichen für schlechte Laune, und oft steht er unbemerkt im Raum. Vinzenz hört kaum hin, denn er verfolgt eigene Interessen: Hans Karl ist bereits 39 Jahre alt, unverheiratet, eine Heirat steht offensichtlich nicht ins Haus. Er ist daher guten Mutes, dass er hier eine Stellung fürs Leben gefunden hat und seinen Arbeitgeber bald nach seinen eigenen Vorstellungen dressiert haben wird.
Hans Karl ist unbemerkt eingetreten und lässt seinen Sekretär zu sich bitten
Szene 3
Hans Karl Schwester Crescence wird angemeldet. Sie erkundigt sich, ob ihr Bruder an der Soirée der Altenwyls teilnehmen wird. Der scheint jedoch unentschlossen, Soireen sind ihm „ein Graus“, „die Sach' selbst ist ihm ein horreur […] so ein unentwirrbares Knäuel von Mißverständnissen“. Schließlich gesteht er, dass er soeben abgesagt hat. Crescence, die den Grund für die Absage zu wissen meint, beruhigt ihn: Helene Altenwyl, die seit ihrem fünfzehnten Lebensjahr in Hans Karl „bis über die Ohren verliebt“ sei, werde wohl einen „wildfremden Menschen“, den Baron Neuhoff heiraten, Hans Karl habe also von ihr nichts zu befürchten. Als sie merkt, wie konsterniert ihr Bruder reagiert, der halblaut überlegt, ob er nicht doch zur Soirée gehen soll, bietet sie ihm an, diese Heirat zu hintertreiben. Tatkräftig will sie Altenwyl sofort informieren, dass Hans Karl nun doch zur Soirée kommt, was diesen wiederum in Verlegenheit bringt, da er gerade seinem Freund Hechingen – mit dessen Frau Antoinette er unlängst eine Affäre hatte – versprochen hat, ihn im Casino zu treffen, um sich mit ihm über die Rettung seiner Ehe mit Antoinette zu besprechen.
Das bringt Crescence auf den Gedanken, Hans Karl solle ihrem Sohn dessen aktuelle Affäre mit Antoinette ausreden: Er habe also für diesen Abend eine „Mission“ – der Antoinette ihren Ehemann wieder ans Herz zu legen, eine Scheidung zu verhindern und gleichzeitig elegant die Trennung zwischen Antoinette und Stani in die Wege zu leiten.
Szene 4 und 5
Der neue Diener meldet, dass die Kammerfrau der Gräfin Hechingen im Vorzimmer wartet und ihn sprechen möchte.
Lukas betritt eilig die Szene, meldet ebenfalls, dass die Kammerfrau wartet, der er aber ausgerichtet habe, er wisse nicht, ob Graf Bühl anwesend sei. Die Anordnung von Crescence, den Grafen Altenwyl telefonisch zu benachrichtigen, habe er vorerst nicht ausgeführt, da er bemerkt habe, dass sein Herr noch unschlüssig sei, seiner Schwester aber nicht habe widersprechen wollen. Hans Karl fragt Lukas nach seiner Meinung über den neuen Diener und ordnet an, dass Vinzenz entlassen wird.
Szene 6
Die Kammerfrau Agathe tritt ein, um ein Bündel Liebesbriefe abzuholen, die ihre Herrin an Hans Karl geschrieben hat. Als Hans Karl die Briefe nicht zur Hand hat, reagiert sie – stellvertretend für Antoinette – emotional, entsetzt, deutet das als Demütigung und als endgültiges Ende „aller ihrer Hoffnungen“. Hans Karl reagiert überrascht, da er Antoinette aus dem Feldlazarett doch einen langen und endgültigen Abschiedsbrief geschrieben hat. Diesen Brief habe Antoinette mit ihrer Kammerfrau aufs ausführlichste diskutiert, und man wisse auch den wahren Grund für den Abschied. Der Grund sei Helene Altenwyl, denn die laufe dem Kari schon immer nach.
Der Sekretär Neugebauer betritt die Szene.
Szene 7
Neugebauer entschuldigt sich wortreich, dass er die Briefe nicht finden kann. Er meint dem Verhalten von Graf Bühl entnehmen zu können, dass er unzufrieden mit ihm ist und Aversionen gegen ihn hegt. Hans Karl entgegnet, dass sein Sekretär wohl überarbeitet ist und empfiehlt ihm einen Spaziergang mit seiner Braut. Neugebauer hat sich aber soeben von seiner langjährigen Verlobten getrennt und ist eine neue Beziehung eingegangen. Er wird die Verlobte seines im Krieg gefallenen Freundes heiraten, das sieht er als seine Verpflichtung an und als Last, die er mit in die Ehe bringt. Auf Hans Karls Bemerkung, man freue sich doch, wenn man heiratet, entgegnet er, dass „der persönliche Standpunkt“ in „unserer bescheidenen Welt nicht maßgebend sei“. Hans Karl bleibt nachdenklich zurück. Er überlegt, wieso alle Welt meint, ihm Lektionen erteilen zu müssen und ob man nicht sogar das Recht dazu habe.
Szene 8 bis 10
Hans Karl und sein Neffe Stani, der nichts von der früheren Affäre seines Onkels ahnt, sprechen über Antoinette. Stani ist von ihr bezaubert, ergeht sich in Schwärmereien und Details, die sein Onkel sehr wohl verstehen kann. Was Stani nicht versteht, ist die Freundschaft seines Onkels mit dem Grafen Hechingen, den er für einen Langweiler und Dummkopf hält. Hans Karl hat ihn jedoch im Schützengraben als tapferen und ehrenhaften Menschen kennengelernt.
Stani fragt seinen Onkel, was das eigentlich für ein Gefühl ist, alt zu werden und warum er – mit seinen 39 Jahren durchaus noch attraktiv – nie geheiratet habe.
Neugebauer bringt die Briefe.
Hans Karl und Stani setzen ihr Gespräch fort, Hans Karl sieht in Hechingen den „geborenen Ehemann“, Stani aber geht er auf die Nerven. Er findet ihn instinktlos, unelegant und schwerfällig. Die Freundschaft zwischen Hechingen und seinem Onkel ist ihm absolut unverständlich, er hält sie für eine seiner Bizzarerien. Hans Karl andererseits ist für ihn die mühelose Verkörperung des „großen Herrn“, eines Genres, das andere erfolglos kopieren wollen, wie z. B. der aus Norddeutschland stammende Baron Neuhoff.
Szene 11 und 12
Lukas meldet, dass sich Baron Neuhoff auf der Treppe befindet, den der neue Diener ohne nachzufragen hereingelassen hat, und den Hans Karl jetzt zu seinem Unwillen empfangen muss.
Neuhoff, der den Grafen Bühl auf der Soirée bei Altenwyl hatte treffen wollen, hat von dessen Absage erfahren und sucht ihn daher zu Hause auf. Angeblich hatte sich Helene gefreut, sie beide „zusammenzuführen“. Er schmückt seine langen Reden mit hemmungslosen Schmeicheleien, empfiehlt Bühl, sich von einem Künstler, der gerade en vogue ist, malen zu lassen und schwärmt, zum Missvergnügen seiner beiden Zuhörer, von Helene, – „ein stolzes und kostbares Wesen“ –, die er gerne in der Gesellschaft von Graf Bühl sehen möchte, „der so sensibel ist für menschliche Qualität“. Andererseits ist ihm durchaus aufgefallen, dass Bühl in der Gesellschaft, die er doch angeblich so vollkommen verkörpert, nur selten anzutreffen ist, ja dass er ihr auszuweichen scheint. Stani hat das anbiedernde Gerede schließlich satt, er komplimentiert Neuhoff, der sich gerade eben noch Bühl als „fahrenden Ritter“ andienen kann, geschickt aus dem Zimmer.
Szene 13
Stani kommt zurück, um seiner Empörung über Neuhoffs Verhalten Luft zu machen. Hans Karl ist milder in seinem Urteil, versucht den Mann zu entschuldigen, hält ihn eher für bedauernswert. Die Idee, dass sich Helene auf diesen Mann einlassen könnte, „diese angekündigte Verwandtschaft“, hat Stani völlig aus der Fassung gebracht.
Szene 14 und 15
Lukas erhält von Hans Karl Anweisungen. Das Telefon, das der neue Diener unbefugt ins Arbeitszimmer hat durchstellen lassen, muss sofort abgestellt werden, Graf Altenwyl soll jetzt informiert und eine telefonische Verbindung mit Hechingen hergestellt werden, Antoinettes Kammerfrau kann jetzt eintreten.
Agathe nimmt die Briefe entgegen. Hans Karl gibt ihr auf den Weg, dass Antoinette zwei wahre Freude hat, ihn, Hans Karl, und ihren Mann, woraufhin Agathe als Sprachrohr ihrer Herrin in bestürztes Geplapper verfällt, denn sie weiß genau, dass Antoinette kein Lob über den Ehemann hören will. Das Telefon läutet, Hechingen ist am Apparat, ein absurdes Gespräch entwickelt sich, da Hechingen in seiner Erregung alles falsch versteht.
Szene 16
Stani erscheint wieder in Hans Karls Arbeitszimmer und eröffnet ihm, dass ihm auf der Treppe die Idee gekommen ist, Helene zu heiraten. Er sei fest entschlossen, seine Mutter sei einverstanden, geradezu begeistert. Er merkt in seiner Begeisterung aber doch, dass sein Onkel ein wenig verstimmt ist. Zweifel, ob Helene überhaupt einem Antrag zustimmen werde, hat er nicht. Der Idee seiner Mutter, Hans Karl habe möglicherweise selbst ein Interesse an Helene, findet er absurd, denn er – der den Onkel kennt wie sich selbst – habe nie derartiges bemerkt. Von Antoinette, auf die Hans Karl anspielt, wird er sich trennen – „... jede Sache auf der Welt muss doch ihr Ende haben“ –, Helenes Vorliebe für Neuhoff hält er für eine Laune, und im Übrigen könne sie sich für keinen Typ von Männern interessieren „als für den unsrigen“, womit er Hans Karl und sich selbst meint. Er zählt alle positiven Eigenschaften Helenes auf, Hans Karl stimmt immer zu, nur dass sie ihn, den Stani, schließlich adorieren (= anbeten) werde, kommentiert er mit einem vor sich hin gemurmelten „auch das ist möglich“.
Szene 17 bis 18
Crescence betritt das Zimmer, Hans Karl wirkt abwesend, und Stani verkündet, dass er zu Fuß zu den Altenwyls gehen wird. Crescence bittet ihren Bruder, bei den Altenwyls für ihren Sohn zu werben, da er ja selbst wohl kein Interesse mehr an Helene habe, und jetzt „mache halt der Stani, was er nicht habe machen wollen“. Hans Karl verlässt das Haus, um sich im Zirkus den Clown Furlani anzuschauen, verspricht aber, danach zur Soirée zu kommen, um sich um ihre und Stanis Wünsche zu kümmern.
Szene 19
Vinzenz ist sehr zufrieden mit der sich abzeichnenden Situation eines Lebens in einem Junggesellenhaushalt: er wird hier seine Stellung fürs Leben bekommen und ist ahnungslos, dass er am nächsten Morgen entlassen wird.

### Zweiter Akt
Im Salon des Palais Altenwyl.
Szene 1 und 2
Hans Karl kommt begeistert aus dem Zirkus zurück und spricht mit Altenwyl und Helene über den Clown Furlani: „Er spielt seine Rolle: Er ist der, der alle begreifen, der allen helfen möchte und dabei alles in die größte Konfusion bringt.“
Zwei Männer, beide auf ihre Weise Snobs, wünschen sich Zugang zu dem exklusiven Wiener Adelsmilieu, Baron Neuhoff – dessen Sinnen und Trachten einzig darauf abzielt „ein Genre zu kopieren das eben nicht sein Genre ist“, wie es Stani formuliert (Akt I,10). Mittel dazu sind das Umschmeicheln des Grafen Bühl und seine Werbung um Helene Altenwyl. Ebenso sucht der „berühmte Mann“, ein Gelehrter und sozialer Aufsteiger, Graf Bühls Nähe. Über ihn erhofft er sich „das Votum der großen Welt den Huldigungen beizufügen“, die er von einem internationalen Laienpublikum erfahren habe. Antoinettes oberflächliche, „bildungsbewußte“ Freundin Edine kränkt ihn tief, weil sie ihn mit einem verhassten Konkurrenten verwechselt.
Szene 3 bis 12
Das seit dem ersten Akt erwartete Gespräch zwischen Antoinette und Hans Karl findet endlich statt – allerdings mit vielen Unterbrechungen. Antoinette ist durch den endgültigen Abschied ihres früheren Liebhabers völlig gebrochen. Die Erinnerung an all das Schöne, das sie im vergangenen Sommer gemeinsam erlebt haben, und an das er sie mit zärtlichen Worten erinnert, kann sie nicht über den Abschied hinwegtrösten. Sie ist hell empört über seinen Vorschlag, zu ihrem Mann zurückzukehren. Dem Gespräch und Hans Karls Lob auf die Ehe entnimmt sie, dass er demnächst Helene heiraten wird. Hans Karls Hinhaltetaktik im Gespräch missversteht sie aber als Möglichkeit einer Fortsetzung ihrer Beziehung. Crescence deutet ihren aufgelösten Zustand dahin, dass Hans Karl ihr den Stani „ausgeredet“, und sie überzeugt habe, zu ihrem Mann zurückzukehren.
Szene 13
Neuhoff hofiert Helene, exaltiert und von seinem eigenen Redestrom begeistert, lässt er sich zu abfälligen Bemerkungen über den Grafen Bühl hinreißen. Daraufhin weist ihn Helene kühl und endgültig ab. Mit seinem Satz „… und wenn Sie quer durchs Zimmer gehen, ist es, als ob Sie einer ewigen Entscheidung entgegengingen“, gibt er unwissentlich das Stichwort für das folgende entscheidende Gespräch zwischen Helene und Hans Karl.
Szene 14
Bei ihrem vorsichtig und ruhig beginnenden Gespräch, wird deutlich, wie nahe sie sich im Grunde sind, wie gut vor allem Helene ihn kennt und versteht und wie sie sein Zögern und seine Handlungen zu deuten weiß. Sie sprechen über Hans Karls Verhältnis zu Frauen, über Antoinette, über Hans Karls Schwierigkeiten, endgültig Abschied von einer Frau zu nehmen. Über die Probleme zwischen Antoinette und ihrem Ehemann kommt er auf das Thema Ehe zu sprechen und empfiehlt Helene zu heiraten.
Er schlägt Helene zunächst eine Reihe von Kandidaten vor, den Neuhoff, seinen Neffen Stani, und kommt so unversehens auf das von Crescence und Stani gewünschte Gesprächsthema. Er verwirft diese Option aber gleich darauf und bringt sich quasi gegen seinen eigenen Willen als idealen Partner für Helene ins Spiel, nimmt diese Option aber gleich wieder zurück.
Aus seinem traumatischen Erlebnis des Verschüttetwerdens während des Krieges entwickelt er, unterstützt durch Helenes geduldiges und beharrliches Nachfragen, das seine Versuche, sich dem Gespräch zu entziehen torpediert, ein Idealbild der Ehe. Er spricht erstmals seine Vision aus, die ihm unter Todesgefahr kam. „Dieses Verschüttetwerden […] das war nur ein Moment […] für mich wars eine ganze Lebenszeit, die ich gelebt habe, und in diesem Moment, da waren Sie meine Frau“. Während der Genesungszeit im Spital habe er Helenes Eheschließung vor sich gesehen, er habe sogar ihr Ja-Wort gehört. Er selbst könne aber nicht der Partner gewesen sein, da er ihrer unwürdig sei, und überhaupt, „wie käme ich als Außenstehender zu der Zeremonie?“ Helene ist völlig aufgewühlt, sie bricht fast zusammen. Er entschuldigt sich für seine Ungeschicklichkeiten, dass er Konfuses zusammengeredet habe, „es kommen ja in so einem Abschiedsmoment tausend Erinnerungen“. Und er sagt ihr Adieu. Als sie sich die Hände reichen wollen, verfehlen sie sich.
Hans Karl – im Begriff nach seinem indirekten Geständnis den Salon zu verlassen – kann gerade noch dem berühmten Mann und seiner Schwester entkommen und verlässt fluchtartig den Raum.

### Dritter Akt
Der dritte Akt spielt im Vestibül und im Wintergarten des Palais Altenwyl.
Es herrscht ein reges Kommen und Gehen, Personen verlassen das Haus durch das Portal, folgen einander, verschwinden vorübergehend hinter Türen, und manche kommen zurück.
Szene 1 bis 3
Hans Karl verlässt nach dem Gespräch mit Helene unbemerkt das Haus, wenig später folgt ihm der berühmte Mann. Stani und Hechingen treten ein, beide auf der Suche nach Hans Karl, auf den sie große Hoffnungen setzen, was die Lösung ihres Eheproblems bzw. Heiratsprojekts betrifft.
Helene ist im Begriff das Haus zu verlassen und spricht mit ihrem alten Kammerdiener, wie und wann er ihren Vater davon informieren soll.
Szene 4 bis 7
Neuhoff umwirbt auf aufdringliche Weise Antoinette, hält große Reden, zieht hemmungslos über den Grafen Bühl her, „diese Sorte Menschen ohne Güte, ohne Kern, ohne Nerv, ohne Loyalität“ und kommt Antoinette fast brutal zu nahe.
Antoinette hat aber nur ihre gefürchtete Konkurrentin Helene und Hans Karl im Sinn, nach denen sie ständig – erfolglos – auf der Suche ist. Sie weist Neuhoff kalt und unmissverständlich ab. Ihr Ehemann hat auf der Treppe die Szene beobachtet, ist bezaubert von ihrem Charme, entzückt von ihrer erotischen Wirkung auf Männer und macht ihr flammende Liebeserklärungen, auf die sie verschreckt und mit „Migräne“ reagiert. Sie verlässt das Haus, und er will sofort mit Hans Karl über die Situation sprechen, ebenso wie Stani, dessen Suche nach seinem Onkel erfolglos geblieben ist.
Szene 8
Helene ist im Begriff aus dem Haus zu gehen, als Hans Karl das Foyer betritt. In dem folgenden, sehr intimen Dialog, in dem Hans Karl seine Rückkehr nicht begründen kann und sich wie gewohnt in Ausflüchte und vage Entschuldigungen über „Fehler“ in der vergangenen Konversation zu retten versucht, ergreift Helene die Initiative. Entschlossen und einfühlsam erläutert sie ihm die Gründe, warum es so viele Abschiede von Frauen in seinem Leben gegeben hat und warum ihn keine halten konnte. Sie gesteht ihm ihre Liebe, – „das ist doch eine Enormität, dass Sie mich das sagen lassen!“ – und dass sie von seinem Leben, seiner Seele, von allem ihren Teil will. Hans Karl erkennt für sich: „Was für ein Zauber in dir ist. […] Du machst einen so ruhig in einem selber.“ Helene schickt ihn mit dem Auftrag fort, morgen mit ihrem Vater zu sprechen. Die Szene endet also in einer Verlobung, die allerdings unausgesprochen bleibt.
Szene 9 bis 14
Nacheinander kommen Crescence, Hechingen und Stani in das Foyer und fordern von Hans Karl, der noch tief bewegt von seinem Gespräch mit Helene ist, Aufklärung über die „Konfusion ohne Ende“, wobei seine stockenden und ausweichenden Gesprächsbeiträge zu weiteren Verwirrungen der Beteiligten führen. Schließlich bringt er doch gegenüber Crescence heraus, dass es zwischen Helene und ihm zu einer Verlobung gekommen ist, er diese Tatsache aber keinesfalls bereden will. Er bittet alle drei, ihm irgendwelche Erklärungen zu ersparen, bittet um Vergebung für alle Konfusionen und seine Irrtümer.
Zu alldem erscheint der Gastgeber Poldi Altenwyl auf der Bildfläche, dem Hans Karl schon den ganzen Abend aus dem Weg geht, da er ihn zu einer Rede im Herrenhaus überreden will, was er auf keinen Fall tun wird, denn „es ist unmöglich, den Mund aufzumachen, ohne die heillosesten Konfusionen anzurichten“ (III,13).
Crescence kann ihrer Ratlosigkeit über den Gang der Ereignisse nur in der Umarmung von Altenwyl Luft verschaffen, da, wie es Stani ausdrückt, das verlobte Paar zu bizarr ist, sich den akzeptierten Formen eines derartigen familiengeschichtlichen Ereignisses zu unterwerfen.

## Zitate
„Vielleicht hätte ich die Gesellschaft, die es darstellt, nie mit so viel Liebe in ihrem Charme und ihrer Qualität darstellen können als in dem historischen Augenblick, wo sie, die vor kurzem eine Gegebenheit, eine Macht war, sich leise und geisterhaft ins Nichts auflöst, wie ein übriggebliebenes Nebelwölkchen am Morgen.“

„Mein eigener Versuch ›österreichisch-ungarische‹ Geistesart auszuprägen: die eigentümliche Mischung von Selbstgefühl und Bescheidenheit, sicherem Instinkt und gelegentlicher Naivität, natürlicher Balance und geringer dialektischer Fähigkeit, all dies, was die Wesensart des Österreichers ausmacht, in Erscheinung zu bringen, spricht ebenso deutlich in meinen Lustspielversuchen, wie dem ›Rosenkavalier›, dem ›Schwierigen‹, die gar nichts sind, wenn sie nicht Dokumente der österreichischen Lebensart sind [...]“

## Interpretationen
Während das Stück in Österreich immer wieder gespielt wurde und mehrfach auf dem Spielplan der Salzburger Festspiele stand, vereinzelt auch auf deutschen Bühnen produziert wurde, ist es außerhalb des deutschen Sprachraums nur in wenigen Einzelfällen aufgeführt worden. Andererseits hatte es seit seinem Erscheinen eine Flut von Interpretationen in der deutschen, angelsächsischen und französischen Germanistik zur Folge.
Abgehandelte Themen sind die Stellung des Stücks innerhalb der Geschichte der europäischen Komödie, seine Bezüge zur Commedia dell’arte, die Einflüsse der französischen Komödie, insbesondere der Komödien Molières, von dem Hofmannsthal mehrere Stücke für Max Reinhardts Inszenierungen neu übersetzt oder für die Bühne eingerichtet hat; Gesellschafts- oder Charakterkomödie oder eine eigene Mischform?; das Stück als Abgesang auf eine Gesellschaft, die in dieser Form mit Ende des Krieges aufgehört hat zu existieren, verbunden mit Erörterungen über die Beziehung und Spannungen zwischen dem Deutschen Reich und Österreich und deren Niederschlag im Stück; Hofmannsthals ethische Einstellungen zur Ehe, sein Ehekonzept; die Konversation und das Problem der Sprachskepsis – ein konstantes Thema Hofmannsthals –, verhandelt auch im Zusammenhang mit sprachkritischen und sprachphilosophischen Thesen, die in seiner Zeit virulent waren.
Zum Gegenwartsbezug des Stücks sagt Michael Dangl, der 2016 den Schwierigen in der Inszenierung des Josefstädter Theaters verkörpert: „Was das Stück heute genauso interessant macht, wie vor 100 Jahren, ist die Frage, wie man leben soll - wie leben als Individuum der Gesellschaft gegenüber, wie sehr mache ich Spiele mit, die mir im Innersten zuwider sind, wie sehr lüge ich, wie sehr verbiege ich mich, was für einen Sinn hat das Ganze, dass wir hier sind.“

### Form
Das Stück, ein Dreiakter, hält sich an bewährte Formen der europäischen Komödie. Im Titel erinnert es an die Typenkomödien Molières, in denen eine bestimmte Figur mit ihrem typischen Charakter und Verhalten in zugespitzter Form vorgeführt wird.
Der erste Akt beginnt, wieder typisch für viele Komödien, mit einem Dialog des Dienstpersonals, in dem die Hauptpersonen eingeführt und mögliche Verwicklungen und Verwirrungen angedeutet werden. Die beiden weiblichen Hauptpersonen des Stücks, Antoinette und Helene, sind zwar permanent Gegenstand der Konversation, treten aber in persona erst im 2. Akt auf.
Die „schwierigen“ Eigenschaften des Protagonisten zeigen sich weniger in seinen Worten als in seinem Verhalten, seiner Körpersprache.
Das Bestreben des Helden, sich durch allerlei Regeln und Vorsichtsmaßnahmen von der Welt abzuschotten, werden durch einen Aufmarsch von Personen, die Wünsche und Aufträge an ihn herantragen, oder – wie der Baron Neuhoff – das Terrain sondieren wollen, gründlich torpediert.
Der zweite Akt enthält retardierende Elemente, die im Fall des Schwierigen weniger in äußeren Umständen als im Charakter und der Disposition der Beteiligten selbst liegen. Die, wie Hans Karl meint, in Freundschaft beendete Beziehung mit Antoinette scheint im Zwiegespräch mit ihr und durchaus gegen seinen Willen wieder aufzuflammen, während er Helene einen Abschied gibt, „wo gar nichts war“ (II,14).
Im dritten Akt schließlich kommt es zu einem glücklichen Ende mit der Verlobung des schwierigen Paares. Die anderen Beziehungen enden dagegen unbefriedigend für die Beteiligten, oder sogar fast tragisch, wie im Falle des Grafen Hechingen und seiner Ehefrau Antoinette. In dem als Lustspiel titulierten Stück verschwimmen nicht nur hier die Grenzen zur Tragödie.
Hofmannsthal hat sein Stück mit detaillierten Angaben für die Bühne versehen, die bis zu genauen Anweisungen über die Untermalungen bestimmter Szenen durch Musik gehen können und hier fast an ein filmisches Szenario erinnern. Vor allem der zweite Akt mit seinen choreografisch angelegten Aktionen der unterschiedlichen Paare ruft Assoziationen an die Bildsprache von Filmen hervor.
Ebenso präzise sind die Spielanweisungen für die Schauspieler. So kommt es beispielsweise im ganzen Stück zu keiner körperlichen Berührungen zwischen dem schwierigen Paar – „Sie wollen sich die Hände geben, keine Hand findet die andere“ (II,14). Eine in einer frühen Fassung vorgesehene Kußszene hat Hofmannsthal in der Endfassung wieder gestrichen. Eine Umarmung des verlobten Paares auf der Bühne und vor Zeugen entfällt, da „in unserem Fall das verlobte Paar zu bizarr [ist], um sich an diese Formen zu halten“ (III,14) und die Verlobte selbst in den letzten sechs Szenen des Stücks überhaupt nicht mehr auf der Bühne erscheint.

### Salon und Konversation
Spiel- und Handlungsort ist der Salon, in dem sich die Akteure einer bestimmten gesellschaftlichen Schicht – im Schwierigen ist es die städtische Aristokratie im Wien der Nachkriegszeit – treffen und kommunizieren. Das kommunikative Handeln besteht aus Konversation, wobei in dem Stück selbst Konversation zu einem Gegenstand der Konversation wird. Dabei bedienen sich die Akteure einer eigenen, artifiziellen, mit Französismen gespickten Sprache, die, wie es Ursula Renner in einem Nachwort zu Hofmannsthals Stück formuliert, wie eine Patina das Tableau dieser Gesellschaft überzieht. Neuere Textausgaben kommen daher nicht ohne Glossar aus.
Diese Gesellschaft schirmt sich ab von einer Welt „da draußen“, deren kommende Akteure die Kunst der Konversation, die bewährten und allgemein akzeptierten Regeln dieser Gesellschaft nicht kennen, wie Hans Karls Sekretär Neugebauer, bzw. nicht mehr kennen und akzeptieren wollen, wie der Baron Neuhoff.
Während der alte Graf Altenwyl melancholisch über den Niedergang der Kunst der Konversation nachsinnt, und den „Geschäftston“ und dieses „gewisse Zielbewußte der Unterhaltung“ beklagt, entwickelt sich parallel in Hans Karls „Konversation“ mit Helene ein subtiles Gespräch voll indirekter und unterschwelliger Neben- und Zwischentöne.
Während es vordergründig um den Zirkusclown Furlani geht, spricht Hans Karl in Wahrheit über sich selbst: „Er [Furlani] spielt seine Rolle, er ist der, der alles begreifen, der allen helfen möchte und doch dabei alles in größte Konfusion bringt“. Dabei behalte er eine Eleganz und eine Diskretion, und respektiere „sich selbst und alles, was auf der Welt ist“ (II,1).

### Ehen und Affären
Wie in fast allen Komödien geht es darum, wann und wie sich die Paare zusammenfinden, wobei ein glückliches Ende mit Sicherheit zu erwarten ist. Beziehungen zwischen Männern und Frauen werden in dem Stück aus vielen Blickwinkeln beleuchtet: es geht um Ehen und Affären. Hechingens Ehe steht kurz vor dem Scheitern, Hans Karls Bemühungen, die Ehe der beiden zu kitten, bleiben vergeblich. Hans Karls Sekretär hat die Beziehung mit seiner langjährigen Verlobten gelöst. Er wird die Verlobte seines im Krieg gefallenen Freundes, auf die er schon vorher ein Auge geworfen hatte, heiraten und rechtfertigt sich dafür vor seinem Arbeitgeber mit verqueren Begründungen.
Antoinette hatte eine Affäre mit Hans Karl und gegenwärtig eine mit dessen Neffen Stani, während der Baron Neuhoff fest entschlossen ist, mit ihr eine Affäre anzufangen. Auch um Helene wird geworben, sowohl Neuhoff und Stani wollen sie heiraten, scheinbar gegen seine Absichten und unbegreiflich für ihn selbst ist aber am Ende der Schwierige selbst mit Helene verlobt und wird mit ihr die Ehe eingehen.
Im ersten und zweiten Akt spricht Hans Karl mit wechselnden Gesprächspartnern über die Ehe, und jedes Mal fallt der Begriff „Notwendigkeit“. In Hechingens attachement (= Bindung/Anhänglichkeit) an seine Frau erkennt Hans Karl eine „höhere Notwendigkeit“ (I,10). Für den robusten Stani dagegen ist die Ehe das „Resultat eines richtigen Entschlusses“ (I,8), was für Hans Karl, der am liebsten Entschlüsse vor sich herschiebt und überhaupt nie weiß, „wie man von einer Sache zur anderen kommt“ (I,8), keine Option ist.
Im zweiten Akt, zunächst im Gespräch mit Antoinette (II,7-11) und später in dem entscheidenden Dialog mit Helene (II,14) entwickelt er seine Idee der Ehe als „höhere Notwendigkeit“ und „wie ihm die Erkenntnis gekommen ist, wie das sein muß: zwei Menschen, die ihr Leben aufeinanderlegen und werden wie ein Mensch […] wie heilig das ist und wie wunderbar“.
Im Lauf seiner Versuche, Antoinette zur Fortsetzung ihrer Ehe mit Hechingen zu bewegen, spricht er über das „Hierhin- und Dorthingeworfenwerden“ des Menschen. Das menschliche Leben werde durch Zufälligkeiten bestimmt „wie jeder mit jedem hausen könnt, wenn es der Zufall wollte“ (II,10). Um sich aus diesem „Sumpf“ herauszuziehen, habe der Mensch das „Institut gefunden, das aus dem Zufälligen und Unreinen das Notwendige macht: die Ehe“ (II,10). Und „es gibt halt auch eine Notwendigkeit, die wählt uns von Augenblick zu Augenblick […] Ohne die wäre kein Leben mehr, sondern nur ein tierisches Dahintaumeln. Und die gleiche Notwendigkeit gibt’s halt auch zwischen Männern und Frauen – wo die ist, da ist ein Zueinandermüssen und Verzeihung und Versöhnung. Und da dürfen Kinder sein, und da ist eine Ehe und ein Heiligtum, trotz allem ...“
Die „entscheidende Wahl, die dem Ausgeliefertsein an den Zufall eine Ende setzt und den menschlichen Willen [...] zum Tun des Notwendigen veranlaßt, spielt im Schwierigen eine beträchtliche Rolle.“ Dieses Erlebnis „da draußen“, habe Hans Karl den Schritt zur Ehe erst möglich gemacht.
Während es der Zufall war, der Hans Karl und Antoinette zusammengeführt hat (II,10), liegt in Helene „das Notwendige“ (II,14). Dass es aber im „Schwierigen“ überhaupt zu einem Entschluss zur Ehe kommt, dafür braucht es eine inneren Erschütterung, bei Hans Karl der Moment des Verschüttetwerdens, in dem ihm blitzartig die Vision seiner Ehe mit Helene gekommen ist, er hat ihr Ja-Wort gehört – aber dann nimmt er sofort wieder alles zurück, bricht in Tränen aus, verliert die Fähigkeit, komplette Sätze zu sprechen, versucht sich zu verabschieden und flüchtet. Erst durch Helenes Fähigkeit, Hans Karl zu verstehen, zu deuten, was unausgesprochen bleibt, gelingt es ihm, sich seinen tieferen Willen bewusst zu machen: sie konkretisiert das, was ihr Hans Karl vorher unbewusst gestanden hat und verhilft ihm damit zu sich selbst: „Du machst einen so ruhig in sich selber“ (III,9).
Hofmannsthals sakral-überhöhter Begriff der Ehe als eine „Heilige Notwendigkeit“, die „Heilige Wahrheit“, dass es eine Notwendigkeit gibt – „die wählt uns von Augenblick zu Augenblick“, hat seine Wurzeln in Hofmannsthals intensiver Kierkegaard-Lektüre

### Molière undDer Schwierige
Seit 1909 begann Hofmannsthals intensive Auseinandersetzung mit Molière, angeregt durch seine Zusammenarbeit mit Max Reinhardt und Richard Strauss.
Molière war zu dieser Zeit zwar Schullektüre und Studienthema an der Universität, wurde aber kaum mehr auf der Bühne gespielt. Hofmannsthal bearbeitete einige Stücke für Reinhardts Inszenierungen, bzw. schrieb neue Übersetzungen, u. a. für die Komödien Le mariage forcé, die 1910 und 1911 in Wien und in Berlin aufgeführt wurde, sowie eine Bearbeitung von Die Gräfin von Escarbagnas (1911), die für eine Aufführung in Berlin vorgesehen war, aber nicht realisiert wurde. Der Einakter Die Lästigen (1916) ist eine sehr freie Bearbeitung nach Molières Les Fâcheux, die Dangel-Pelloquin „Das kleine Falsifikat“ nennt. Das Stück entstand als Vorspiel zu Reinhardts Inszenierung von Molières Der eingebildete Kranke. In den Lästigen geht es um zwei Liebende, die in einer Gesellschaft von lästigen Störenfrieden nicht zueinander kommen können. Günter Erken bezeichnet das Stück als eine „Vorstufe zum Schwierigen“.
Hofmannsthal selbst betrachtete Die Lästigen als Studie, an der er von Molières Dramaturgie der Komödie lernen konnte, von seiner Kunst, dramatische Konstellationen zwischen den Akteuren zu entwerfen, ihre Motivationen für das Publikum durchsichtig zu machen, spannende Szenenfolgen aufzubauen und sich dabei einer lebendigen Sprache zu bedienen. Bei der Uraufführung der Lästigen 1916, als das Stück sich unter der Hand in Hofmannsthals eigenes Werk gewandelt hatte, wurde sein Name als Übersetzer oder Bearbeiter nicht genannt.
Die intensive Beschäftigung mit Molière scheint Hofmannsthal motiviert zu haben, mit seiner Arbeit an dem Schwierigen fortzufahren.
Die Figur des Schwierigen selbst, mit seiner Scheu vor der Gesellschaft, steht in einer europäischen Komödientradition, die von Menanders Dyskolos (= Der Schwierige/Der Griesgram/Der Menschenfeind), über Plautus bis zu Molières
Menschenfeind reicht.
Seine Abneigung gegen die Gesellschaft und ihre Soiréen teilt der Schwierige mit Molières Alceste. In beiden Komödien geht es um die Problematik des Geselligen, die Spannung zwischen dem Einzelnen und der Gesellschaft, um zwischenmenschliche Beziehungen und Handlungen in der Öffentlichkeit und unter Beachtung ihrer Spielregeln. Anders aber als Molières Alceste ist Hans Karl keiner, der die Menschen mit Verachtung und ätzendem Sarkasmus betrachtet, der sich damit brüstet, immer die Wahrheit zu sagen. Immer die „Wahrheit zu sagen“, rechnet der Schwierige sich nicht als Verdienst an, vielmehr betrachtet er diese Eigenart – „es passiert mir, daß ich ganz laut sag, was ich denk“ – (I,3) als Schwäche, die ihn untauglich für eine Existenz in der Gesellschaft macht.

### Autobiographisches
Martin Stern schließt das Kapitel „Quellen“ seiner kritischen Ausgabe mit dem Satz: „Der Schwierige ist nicht nur die einzige in Hofmannsthals Gegenwart spielende Komödie, sondern auch die am deutlichsten autobiographisch grundierte.“
In der Tat sind viele Übereinstimmungen zwischen dem Charakter und dem Verhalten des Schwierigen mit dem seines Autors in den zahlreich vorhandenen Quellen – Erinnerungen seiner Freunde, Briefe, Hofmannsthals eigene Aussagen z. B. in seinen Tagebüchern oder in Ad me ipsum – nicht zu übersehen. Hofmannsthals Zeitgenossen beschreiben seine Abneigung gegen Soiréen, seine Tendenz dort in Schweigen zu verfallen bzw. nur mit leiser Stimme zu sprechen, fluchtartiges Verlassen von Gesellschaften, Horror vor überraschendem und unangekündigtem Besuch oder die Tendenz, Dinge zu verlegen, die ihm Unlust bereiteten. Nicht autobiographisch ist das traumatische „Verschüttetwerden“. Hofmannsthal persönliche Erfahrungen mit dem Kriegsgeschehen waren nur oberflächlich, er war nur für eine sehr kurze Zeit „draußen“ im Feld. Hier greift er auf Berichte und Briefe von Verschütteten zurück.

## Entstehungs-, Publikations- und Aufführungsgeschichte
Erste Notizen zum Stück, an dem er mit Unterbrechungen mehrere Jahre gearbeitet hat, hat sich Hofmannsthal um 1909 gemacht. Hofmannsthal war sich lange unsicher, wie er sein Stück nennen sollte: Der Basilisk, Der Mann ohne Absicht oder Die Schwierigen? Die beiden ersten Akte entstanden 1917, von 1919 bis 1920 wurde der dritte Akt fertiggestellt.
Das Stück wurde seit dem 4. April bis zum 17. September 1920 in Fortsetzungen in der Wiener Neuen Freien Presse veröffentlicht. Die Erstausgabe erschien 1921 in einer für den Druck bearbeiteten Fassung bei S. Fischer in Berlin. Anton Wildgans, der damalige Leiter des Wiener Burgtheaters, lehnte es ab, das Stück aufzuführen.
Die Uraufführung fand am 7. November 1921 im Residenztheater München statt, Regie Kurt Stieler, mit Gustav Waldau (Hans Karl Bühl) und Elisabeth Bergner (Helene Altenwyl) als das „schwierige Paar“ und mit Hertha von Hagen (Crescence), Oskar Karlweis (Stani) und Otto Wernicke (Neuhoff). Diese Inszenierung war außerordentlich erfolgreich und erlebte bis November 1932 insgesamt 103 Aufführungen.
Die Berliner Erstaufführung, Regie Bernhard Reich, folgte am 30. November 1921 an den Berliner Kammerspielen, fiel bei Kritik und Publikum durch und wurde nach nur 9 Aufführungen abgesetzt.
Alfred Kerr, der bei Autoren und Schauspielern gefürchtete Starkritiker seiner Zeit, konnte dem Stück offensichtlich wenig abgewinnen. Er nannte es „Ein Verlobungslustspiel aus der Komtessenschicht ... Das ‚feine‘ Lustspiel älterer Ordnung. Beinahe lauschig-plauschig; oder soll man schreiben: vornehm-behaglich? oder soll man schreiben: langwei...“ Ähnlich verständnislos reagierte man 1979 in Ost-Berlin (DDR) bei einer Aufführung des Stücks durch das Burgtheater, als ein Rezensent der offiziellen DDR-Presse schrieb: „Um es deutlich zu sagen - es ist ein stinkender Leichnam [...], solche Inszenierungen des Burgtheaters müssen in die Luft gesprengt werden.“
Trotz der abschätzigen Urteile Kerrs und seines Ostberliner Kollegen ist „Der Schwierige“ durch immer wieder neue Inszenierungen, Verfilmungen und TV-Übertragungen nach dem Jedermann und der Oper Der Rosenkavalier (Libretto) das am meisten aufgeführte Theaterstück Hofmannsthals.
„Der Schwierige“ war eins der drei Stücke, die Max Reinhardt 1924 zur Wiedereröffnung des Theater in der Josefstadt inszenierte, Premiere war am 16. April 1924. Gustav Waldau spielte Hans Karl Bühl, Helene Thimig die Helene Altenwyl. Die texttreue Aufführung dauerte incl. Pause mehr als drei Stunden, da Reinhardt fast den gesamten Text ungekürzt spielen ließ.
Am 2. August 1931 wurde das Stück zum ersten Mal bei den Salzburger Festspielen aufgeführt, Regie führte Max Reinhardt.

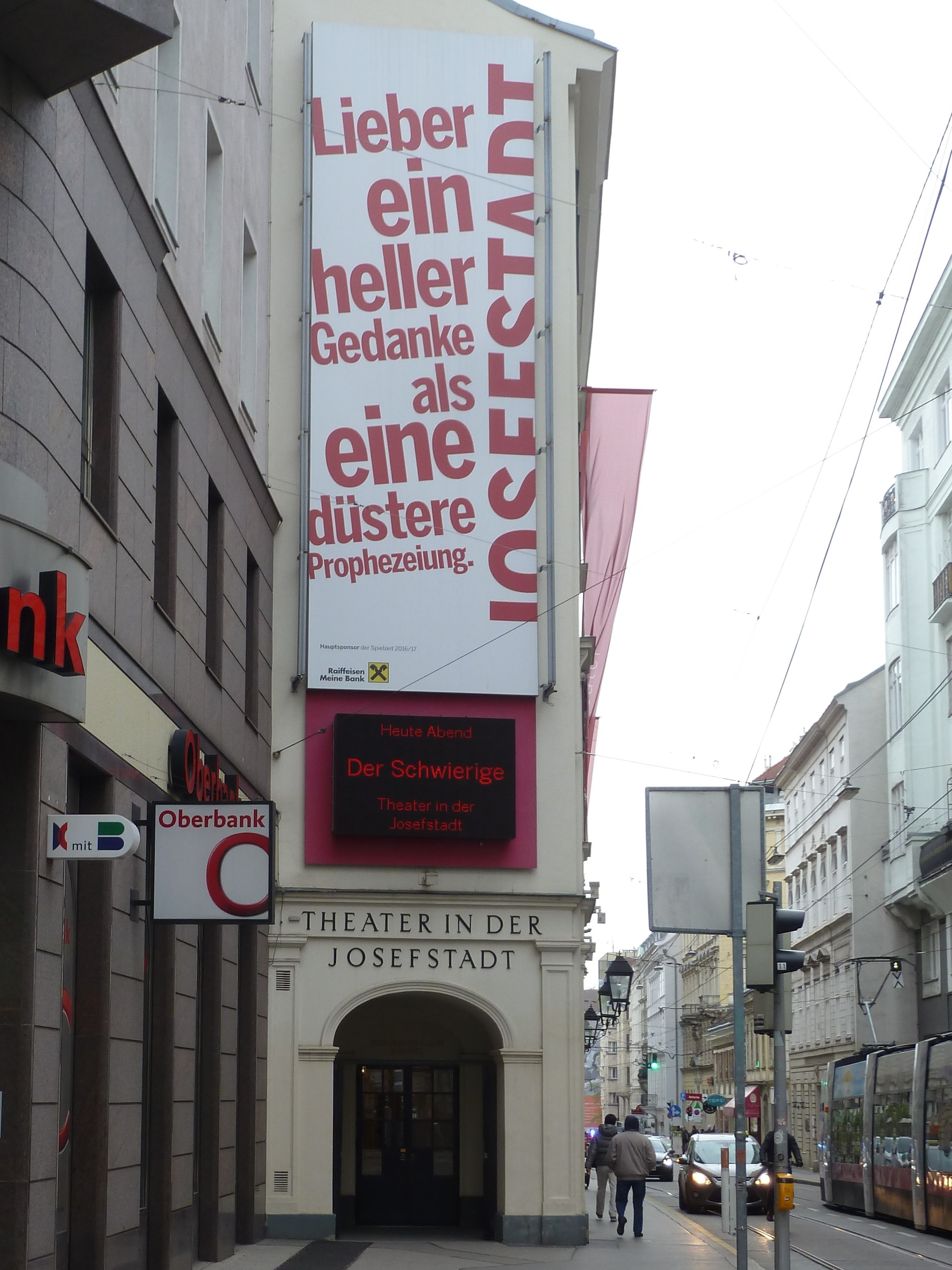
Theater in der Josefstadt, Spielzeit 2016/17

Während der Zeit des Nationalsozialismus wurde das Stück als Werk eines jüdischen Autors nicht gespielt. Direkt nach Kriegsende wurde es in der Spielzeit 1945/46 wieder im Wiener Theater in der Josefstadt in einer Inszenierung von Rudolf Steinboeck aufgeführt. 1954 inszenierte Steinboeck das Stück ein weiteres Mal im gleichen Theater.
Nach dem Krieg gab es eine Reihe von Neuinszenierungen des Stücks mit seinen vielen Paraderollen für Schauspieler, u. a. am Wiener Burgtheater mit Robert Lindner (1959), Michael Heltau (1978) und Karlheinz Hackl (1991) als Bühl.
1967 stand es in einer Inszenierung von Rudolf Steinboek zum ersten Mal wieder auf dem Spielplan der Salzburger Festspiele. O. W. Fischer und Gerlinde Locker spielten das Paar Hans Karl Bühl/Helene, Peter Weck ein letztes Mal den Stani, den er in seiner Karriere unzählige Male auf der Bühne verkörpert hat.
1991 folgte eine Neuinszenierung unter der Regie von Jürgen Flimm mit Karlheinz Hackl in der Titelrolle und mit Julia Stemberger (Helene), Boris Eder (Stani) und Joachim Bißmeier (Hechingen). Die Kostüme entwarf Karl Lagerfeld, das Bühnenbild Erich Wonder.
2016, 95 Jahre nach der Uraufführung, setzte das Theater in der Josefstadt das Stück ein sechstes Mal in seiner Geschichte auf den Spielplan, mit Alma Hasun und Michael Dangl, der in Otto Schenks Inszenierung von 2000 den Stani gespielt hatte, als schwierigem Paar, mit Matthias Franz Stein als Stani, Pauline Knof als Antoinette und Christian Nickel als Neuhoff, Regie Janusz Kica.

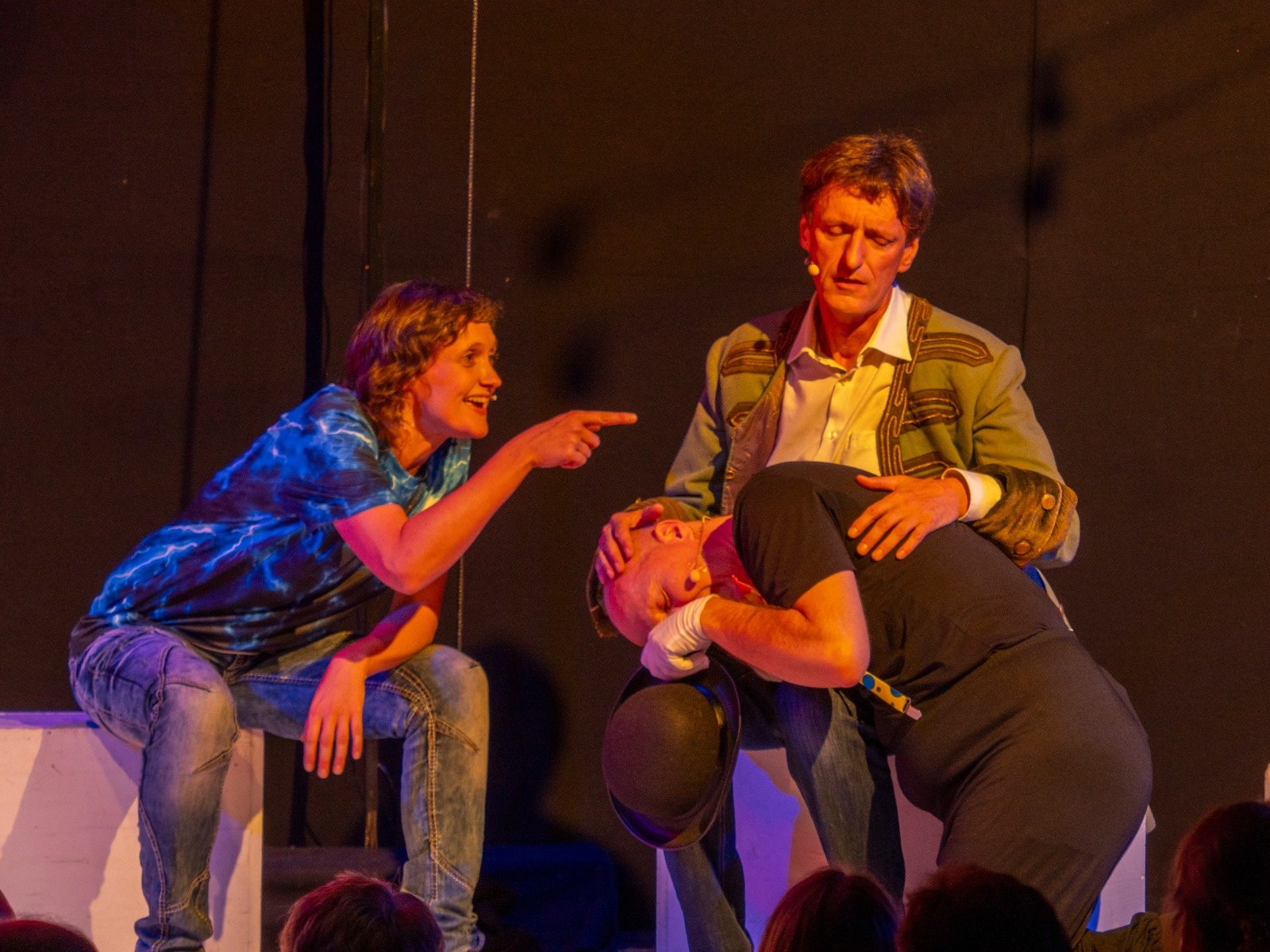
Rodauner Theater Sommer - Hugo von Hofmannsthal „Der Schwierige“, bearbeitet von Marcus Marschalek; Stani (Peta Klotzberg) Furlani (Christian Kenngott) und Hans Karl Bühl (Marcus Marschalek)

Im Rahmen des Rodauner Theatersommers 2024 wurde eine Bearbeitung des Stücks durch Katharina Hauer und Marcus Marschalek am 29. August 2024 am Rodauner Kirchenplatz uraufgeführt. Die beiden Autoren übertrugen das Stück in die Gegenwart und verlegten die Handlung in den fiktionalen „Circus Bühl“.
Tonaufnahmen
- Hugo von Hofmannsthal. Der Schwierige. Salzburger Festspiele 1967. Live recording. (Festspieldokumente). Orfeo International Music München.

Regie Rudolf Steinboeck. Mit O. W. Fischer (Bühl), Susi Nicoletti (Crescence), Peter Weck (Stani), Gerlinde Locker (Helene), Erik Frey (Altenwyl), Christiane Hörbiger (Antoinette), Ernst Stankovski (Hechingen), Alexander Kerst (Neuhoff)
Hörspielfassungen
- 1960 produzierten der Österreichische Rundfunk in Kooperation mit dem Süddeutschen Rundfunk eine Hörspielfassung in einer Bearbeitung von Otto Stein. Die Hauptrollen sprachen: Robert Lindner (Hans Karl), Aglaja Schmid (Helene), Adrienne Gessner (Crescence), Peter Weck (Stani), Jane Tilden (Antoinette), Josef Hendrichs (Hechingen), Johannes Schauer (Neuhoff), Luzie Neudecker (Agatha), Hans Thimig (Lukas), Dauer: 101'25. Die deutsche Erstausstrahlung fand am 29. Juni 1960 statt.[26]

Verfilmungen
Das Stück wurde mehrmals für Verfilmungen im Fernsehen bearbeitet.
- 1956: Der Schwierige. TV-Film

Regie: Leo Mittler, mit Adolf Wohlbrück (Bühl)
- 1961: Der Schwierige. TV-Film

Regie: John Olden, mit Hans Holt (Bühl), Johanna Matz (Helene), Peter Weck (Stani), Günter Pfitzmann (Neuhoff)
- 1974: Der Schwierige. Tragikomödie. TV-Film, A/BRD/CH

Drehbuch und Regie: Stanislav Barabas, mit Wolfgang Gasser (Bühl), Doris Kunstmann (Helene), Michael Herbe (Stani), Erika Pluhar (Antoinette), Susanne von Almassy (Crescence)
- 1978: L'uomo difficile. TV-Film

Regie: Giancarlo Cobelli, mit Tino Schirinzi (Bühl), Laura Tanziani (Helene), Massimo Belli (Stani)
- 1991: Der Schwierige. Live von den Salzburger Festspielen 1991. Regie und TV-Regie: Jürgen Flimm, Bühnenbild Erich Wonder, Kostüme Karl Lagerfeld. Arthaus Musik, DVD mit Booklet: Werner Thuswaldner: Der Schwierige. 11 S.

Rezeption im Roman
2017 publizierte der österreichische Autor und Schauspieler Franz Winter einen Roman unter dem Titel Die Schwierigen, in dem er die Familiengeschichten und die Schicksale des Personals von Hofmannsthals Stück – die Bühls, Freudenbergs, Altenwyls oder die Hechingens – weiterspinnt. Winter selbst hat Ende der 70er Jahre am Burgtheater die Rolle des Stani gespielt.

## Ausgaben
- Der Schwierige. Lustspiel in drei Akten. Berlin: S. Fischer 1921, archive.org.
- Hugo von Hofmannsthal: Sämtliche Werke. Kritische Ausgabe. Hrsg. von Rudolf Hirsch, Christoph Perels, Edward Reichel und Heinz Rolleke.

Sämtliche Werke. Teil XII. Dramen 10. Der Schwierige. Hrsg. von Martin Stern. Frankfurt a. M.: Fischer 1993, ISBN 3-10-731512-5
- Hugo von Hofmannsthal: Gesammelte Werke in zehn Einzelbänden. Band 2–5: Dramen, Band 4, Frankfurt a. M. 1979 Volltext der Ausgabe, S. 332–333.
- Der Schwierige. Lustspiel in drei Akten. Hrsg. Martin Stern Frankfurt a. M.: Fischer 1989, ISBN 978-3-596-27111-5
- Der Schwierige. Hrsg. und mit einem Nachwort von Ursula Renner. Stuttgart: Reclam 2015. (Reclams Universal-Bibliothek. 18040.) ISBN 3-15-018040-6

Übersetzungen
Der Schwierige wurde 1923 von I. Mandelstam ins Russische übersetzt und erschien in einem St. Petersburger Verlag. Außerdem gibt es englische, französische und italienische Übersetzungen.
- The Difficult Man. A Comedy in Three Acts. Transl. by Willa Muir. In: Hugo von Hofmannsthal. Selected Writings. Vol. 3. New York: Pantheon Books 1963. S. 633–823.
- Der Schwierige. The Difficult Gentleman. Translated by Nicholas Stephens. Read More Translations 2015. Kindle-edition, eBook.
- L’homme difficile. Traduit et présenté par Jean-Yves Masson. 2e éd. Lagrasse 1996.
- L’irrésolu. Comédie viennoise en trois actes. Respectueusement adaptée pour la scène française par Paul Géraldy. In: Les œuvres libres. Bd. 341. Paris: Fayard 1955.
- L’uomo difficile. Herausgegeben von Gabriella Bemporad (1976).[31]; Neuübersetzungen von Elena Raponi (2007)[32], Silvia Borri (Siena 2009) und Carolina D'Alessandro (Florenz 2011).[33]